# Національна академія медичних наук України
Національна академія медичних наук України заснована Указом Президента України від 24 лютого 1993 р. Академія є державною науковою організацією з проблем медицини та охорони здоров'я, заснованою на державній власності, яка діє відповідно до законодавства України на самоврядній основі.
Статус національної Академії надано Указом Президента України від 24 лютого 2010 р. N 255.

## Історія академії
У 1991 р. в Національній академії наук України (тоді ще АН УРСР) було організовано відділення проблем медицини. Але провідні учені-медики розуміли необхідність створення в Україні Академії медичних наук. В листопаді 1992 р. Верховна Рада України прийняла Закон «Основи законодавства України про охорону здоров'я», до 20-ї статті якого було включено наступне: «Вищою науковою медичною установою України із статутом самоврядної організації і незалежною у проведенні досліджень і розробці напрямів наукового пошуку є Академія медичних наук України». На виконання цього Закону і було започатковано створення Академії. Принципи організації Академії медичних наук були обговорені на зустрічі президента Національної академії наук академіка Б. Є. Патона і академіків М. М. Амосова, О. Ф. Возіанова, Ю. І. Кундієва, О. М. Лук'янової, В. В. Фролькіса, О. О. Шалімова з Президентом України Л. М. Кравчуком. 24 лютого 1993 р. Президентом України був підписаний Указ, яким було засновано Академію медичних наук, визначено її статус, головні завдання і установлена чисельність. На розвиток Указу Президента вийшла постанова Кабінету Міністрів України, якою президентом-організатором Академії був призначений академік О. Ф. Возіанов, призначено 25 академіків-засновників, а також визначено перелік наукових установ, що мали увійти до складу Академії.

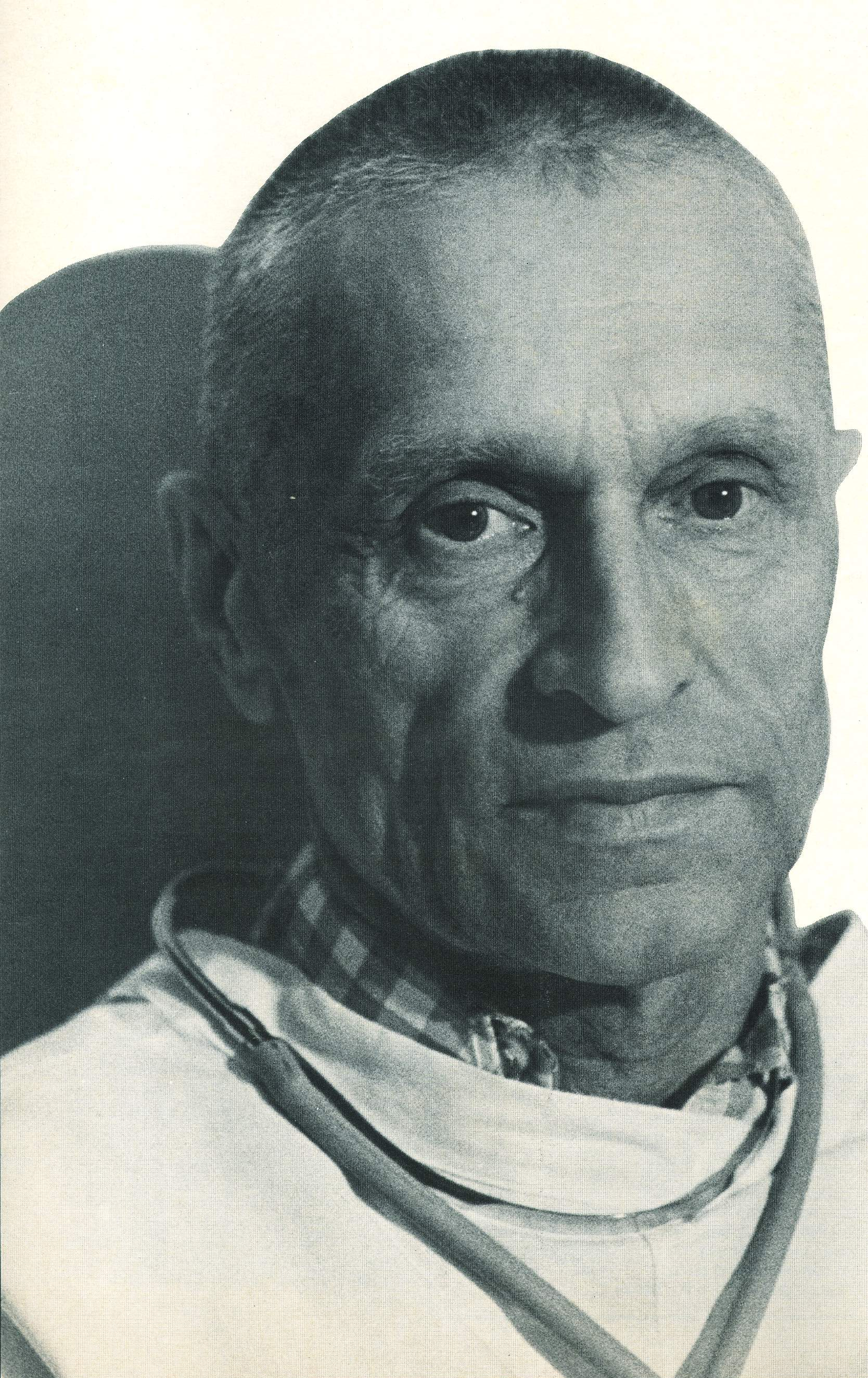
Микола Амосов — Академік НАМН України

Надалі на Загальних зборах АМН України академіка О. Ф. Возіанова було обрано президентом Академії, віце-президентами обрані були академік Ю. П. Зозуля і В. В. Фролькіс, а після смерті В. В. Фролькіса віце-президентом став академік Ю. І. Кундієв. Пізніше ще одну посаду віце-президента зайняв академік Л. Г. Розенфельд. До 1997 р. посаду головного ученого секретаря АМНУ обіймав член-кореспондент АМНУ Ю. І. Губський, а з 1997 на цю посаду обрано члена-кореспондента АМНУ В. А. Міхньова.

До складу АМН України спочатку входило 13 наукових установ. За 15 років, що минули, було створено ще шість наукових установ. Крім того у 2000 р. постановою Кабінету Міністрів України до підпорядкування Академії було передано ще 18 науково-дослідних інститутів. В установах АМН працюють понад 20 тисяч осіб, в тому числі біля трьох тисяч науковців, серед яких майже 2500 докторів і кандидатів наук. До персонального складу Академії входять 32 дійсних члени і 75 членів-кореспондентів.
«Ураховуючи вагомий внесок Академії медичних наук України у розвиток медичної науки, проведення фундаментальних та прикладних наукових досліджень у галузі медицини і фармації, підготовку наукових кадрів, постановлюю: Надати Академії медичних наук України статус національної і надалі іменувати її — Національна академія медичних наук України.» 
Президент України В.Ющенко м. Київ, 24 лютого 2010 року N 255/2010.

## Президія академії
Президія Академії медичних наук України із самого початку своєї діяльності виходила з того, що авторитет Академії має визначатися, перш за все, рівнем наукових досліджень в її інститутах.

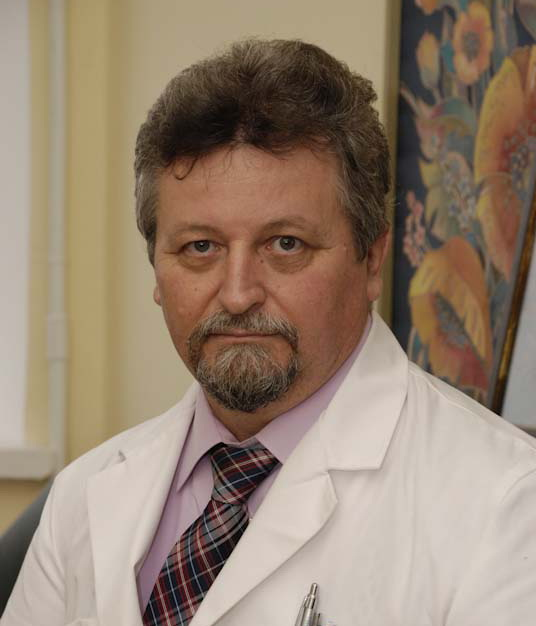
Цимбалюк Віталій Іванович — президент НАМН України

Президією Академії було сформульовано і затверджено три основні напрями, які є важливими для теоретичної і практичної медицини і за якими ведуться науково-дослідні роботи в інститутах Академії:
1. вивчення фундаментальних механізмів життєдіяльності організму та розвитку патології;
2. розробка принципово нових методів діагностики, лікування та профілактики найпоширеніших хвороб людини, шляхів зміцнення здоров'я та подовження тривалості життя;
3. розкриття механізмів та профілактики несприятливої дії на організм чинників навколишнього середовища (в тому числі радіаційного) та умов праці.

До складу президії входять:
- президент НАМН  — академік Цимбалюк Віталій Іванович
- віцепрезидент — академік Заболотний Дмитро Ілліч
- віцепрезидент — академік Коваленко Володимир Миколайович
- віцепрезидент — академік Тронько Микола Дмитрович
- віцепрезидент — академік Лазоришинець Василь Васильович
- віцепрезидент — академік Лурін Ігор Анатолійович
- головний учений секретар — член-кореспондент Міхньов Володимир Анатолійович
- Діючі члени: академік Антипкін Юрій Геннадійович, академік Базика Дмитро Анатолійович, академік Біловол Олександр Миколайович, академік Вороненко Юрій Васильович, член-кореспондент Задорожна Вікторія Іванівна, академік Комісаренко Сергій Васильович, академік Педаченко Євген Георгійович, академік Сердюк Андрій Михайлович, академік Усенко Олександр Юрійович, академік Фещенко Юрій Іванович.

## Діяльність академії
Однією з важливих особливостей діяльності Академії є те, що вона забезпечує постійне спілкування вчених найвищої кваліфікації. В Академії при її Президії створені дві наукові ради — з клінічної медицини, а також з теоретичної і профілактичної медицини, до складу яких входять члени Академії і директори наукових установ. На засіданнях наукових рад щомісяця розглядаються найактуальніші проблеми сучасної медицини, затверджуються теми запланованих досліджень, звіти директорів про результати діяльності наукових установ.
Серед основних завдань Академії, перш за все, необхідно виділити розвиток фундаментальних досліджень. Без поступу в галузі фундаментальних розробок неможливе розв'язання багатьох прикладних проблем. Саме тому в наукових установ Академії велику увагу приділяють вивченню етіології і патогенезу основних форм патології, механізмів розвитку організму та його старіння, нейрогуморальної регуляції органів і систем, імунологічної реактивності та її порушень. З початку двадцять першого століття після розкриття будови геному людини, наука вступила в еру геноміки і протеоміки. Ще більші можливості в лікуванні багатьох захворювань розкриваються після відкриття стовбурових клітин і використання їх з метою вирощування органів або їх частин. Для розвитку саме цього перспективного напряму в Академії у 2007 р. було створено Інститут генетичної і регенеративної медицини.
Значна увага приділяється також і прикладним дослідженням. Щорічно науковцями інститутів АМН розробляються, удосконалюються і впроваджуються в практику охорони здоров"я сотні нових методів діагностики, лікування і профілактики багатьох захворювань, нові лікарські препарати, харчові добавки, нові харчові продукти для дітей і дорослих.
Щороку вченими Академії видається близько 200 монографій, підручників, посібників, атласів. Видається науковий «Журнал Академії медичних наук України», за участю наукових установ Академії видаються профільні журнали і збірники, де висвітлюються результати наукових досліджень.
Про високий рівень наукових досліджень учених Академії свідчить те, що майже щороку науковим колективам інститутів присуджують Державні премії України в галузі науки і техніки.
Інститути АМН України плідно співпрацюють з багатьма науковими установами Національної академії наук. Поєднання зусиль двох академій дає можливість на високому науковому рівні вирішувати найскладніші проблеми клінічної і теоретичної медицини.
Переважна більшість інститутів Академії мають потужні лікувальні бази, де щорічно надається висококваліфікована спеціалізована медична допомога (стаціонарна і консультативна) сотням тисяч хворих з різних регіонів України. Разом з Міністерством охорони здоров'я України інститути беруть участь в організації спеціалізованої медичної допомоги в країні.
Важливою є участь науковців Академії у законотворчій і науково-організаційній діяльності, яка спрямована на покращення організації охорони здоров'я і розвиток медичної науки в Україні, у підготовці проєктів законів України, постанов Кабінету Міністрів України, інших нормативних документів. Окремо треба відзначити постійну активну участь установ Академії у розробці і виконанні національних і державних програм, спрямованих на боротьбу з найпоширенішими і важкими хворобами, збереження довкілля, зменшення захворюваності і збільшення тривалості життя населення країни.
Невід'ємною складовою діяльності Академії є міжнародні зв'язки, плідність яких ґрунтується на співробітництві з іноземними партнерами. Провідні фахівці інститутів Академії та їх дослідницька робота добре відомі в наукових медичних колах за кордоном. Науковці Академії є членами понад 100 міжнародних наукових товариств, медичних асоціацій, закордонних академій, радниками або експертами таких авторитетних організацій, як ВООЗ, МАГАТЕ та інших. Але й зарубіжні вчені мають за честь бути членами АМН України і ними стали сімнадцять видатних вчених країн Європи, Росії, США, Японії, серед яких Нобелівські лауреати.
Академія медичних наук сьогодні має величезний творчий потенціал, який підтримується діяльністю відомих наукових шкіл, високим професіоналізмом і талановитістю наших учених і клініцистів. Про це свідчить той високий авторитет, який має Академія в Україні і за кордоном, а також той значний внесок, які роблять науковці Академії у розвиток медичної науки і охорону здоров'я нашої держави.

## Установи НАМН України
Національні інститути:
- Національний інститут серцево-судинної хірургії імені Миколи Амосова
- Національний інститут терапії імені Л. Т. Малої[4]
- Національний інститут фтизіатрії і пульмонології імені Феофіла Яновського[5]
- Національний науковий центр хірургії та трансплантології імені О. О. Шалімова
- Національний науковий центр «Інститут кардіології, клінічної та регенеративної медицини імені академіка М. Д. Стражеска»
- Національний науковий центр радіаційної медицини, гематології та онкології[6]

Інститути:
- Інститут гастроентерології[7]
- Інститут геронтології імені Д. Ф. Чеботарьова[8]
- Інститут громадського здоров'я ім. О. М. Марзєєва
- Інститут дерматології та венерології
- Інститут ендокринології та обміну речовин ім. В. П. Комісаренка
- Інститут епідеміології та інфекційних хвороб ім. Л. В. Громашевського
- Інститут загальної та невідкладної хірургії імені Володимира Зайцева
- Інститут медицини праці імені Ю. І. Кундієва
- Інститут медичної радіології ім. С. П. Григор'єва
- Інститут мікробіології та імунології ім. І. І. Мечнікова
- Інститут невідкладної і відновної хірургії ім. В. К. Гусака
- Інститут неврології, психіатрії і наркології
- Інститут нейрохірургії ім. акад. А. П. Ромоданова
- Інститут отоларингології імені професора О. С. Коломійченка
- Інститут охорони здоров'я дітей та підлітків
- Інститут очних хвороб і тканинної терапії ім. В. П. Філатова
- Інститут патології крові та трансфузійної медицини
- Інститут патології хребта та суглобів ім. проф. М. І. Ситенка
- Інститут педіатрії, акушерства і гінекології
- Інститут проблем ендокринної патології ім. В. Я. Данилевського
- Інститут спадкової патології
- Інститут стоматології
- Інститут травматології та ортопедії
- Інститут урології
- Інститут фармакології та токсикології
- Інститут ядерної медицини та променевої діагностики
- Науково-практичний центр ендоваскулярної нейрорентгенохірургії

Колишні:
- Інститут гематології та трансфузіології[9]
- Інститут генетичної та регенеративної медицини[10]
- Інститут нефрології